# Leyte Normal University
Die Leyte Normal University (LNU) ist eine staatliche Universität auf den Philippinen, die in der Verwaltungsregion Eastern Visayas als bedeutende Bildungseinrichtung gilt. Im zweiten Semester 2011 schrieben sich 6.471 Studenten an der Universität ein. Die Universität hat ihren Sitz an der Paterno Street in Tacloban City, Provinz Leyte.

## Fakultäten
Die Leyte Normal University beherbergt drei verschiedene Fakultäten, diese sind in Hochschul- und Fachschulbereiche, sowie in der Berufsausbildung in Colleges gegliedert. Dieses sind die College of Education, College of Arts and Science und das College of Management and Entrepreneurship. Diese bieten zahlreiche Bachelor, Master und Doctor-graduate Programme an.

## Geschichte
Die Vorgeschichte der Universität begann 1921, als die Provincial Normal School als Erweiterung der Leyte High School eröffnet wurde. 1938 und 1952 wurden die ersten Zwei- bzw. Vierjahres-Lehrgänge auf Collegeniveau eröffnet und der Name geändert in Leyte Normal School. Am 14. Juni 1976 wurde der Schule der Status eines Colleges verliehen und das Leyte State College entstand. Am 23. Februar 1995 wurde dem College der Status einer Universität zuerkannt und die Leyte Normal University entstand. Von 1996 bis 2001 wurde der Universität der Zusatztitel Center of Excellence in der Lehrerausbildung zuerkannt, den sie erneut von 2008 bis 2011 erhielt.